# Marjolein Beumer
Pour les articles homonymes, voir Beumer.
Marjolein Beumer, née le 27 octobre 1966 à Amstelveen, est une scénariste et actrice néerlandaise.

## Carrière
Elle est la sœur cadette de la réalisatrice Antoinette Beumer et l'actrice et mannequin néerlando-américaine Famke Janssen. Elle est mariée avec l'acteur Rik Launspach.

## Filmographie

### Scénariste
- 2004 : Bezet de Arno Dierickx[3]
- 2009 : The Storm de Ben Sombogaart[4]
- 2013 : Soof de Antoinette Beumer[5]
- 2015 : Rendez-Vous de Antoinette Beumer[6]
- 2016 : Soof 2 de Esmé Lammers[7]

### Actrice
- 1994 : The Butterfly Lifts the Cat Up de Willeke van Ammelrooy[8]
- 2006 : Onderhuids de Martijn Winkler : Christine[9]